# Gloriosa (Duomo di Erfurt)

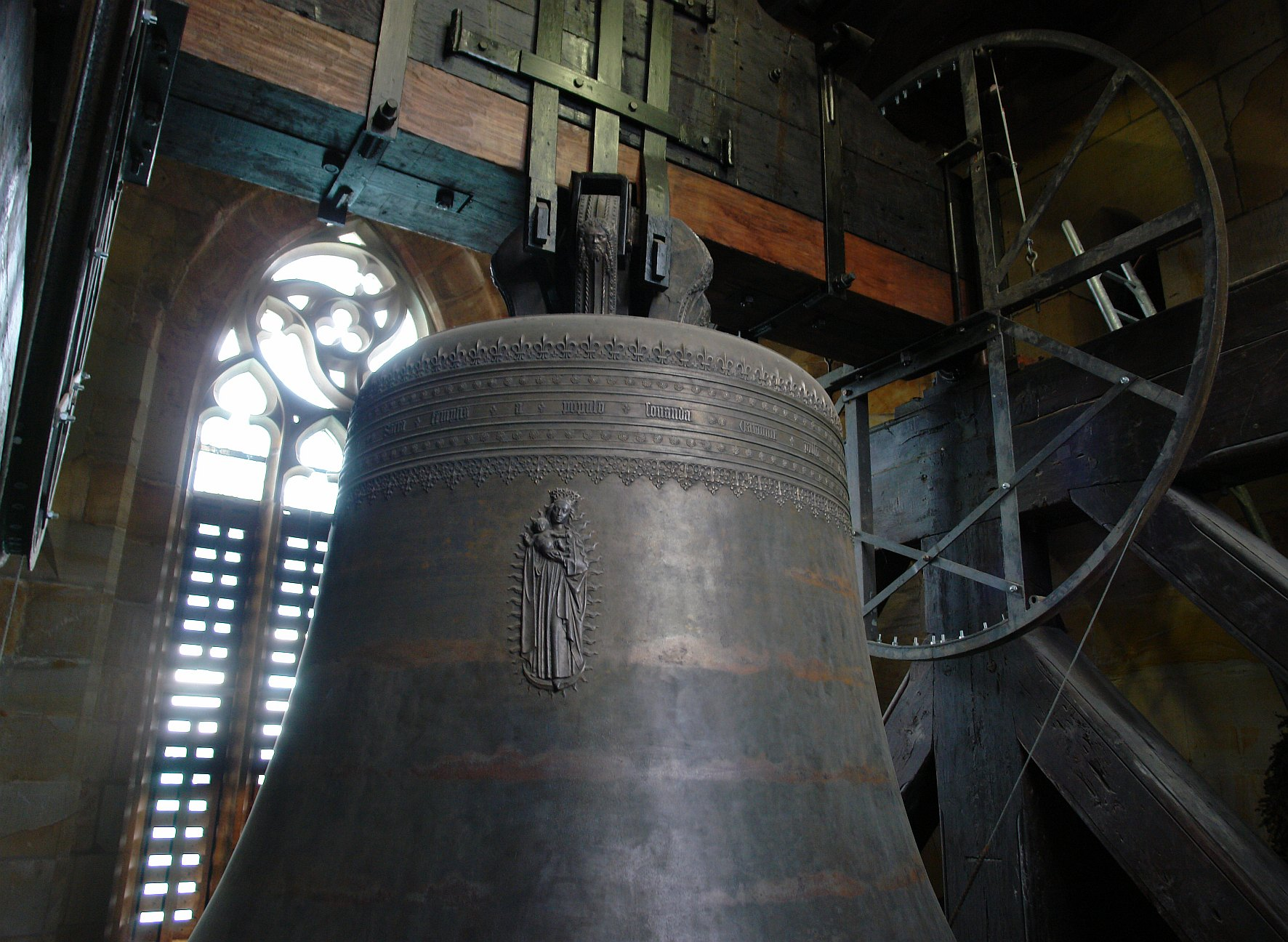
Gloriosa in una delle torri del Duomo di Erfurt.

La Gloriosa, dal latino glorioso, è la campana più grande della torre centrale del Duomo di Erfurt. È stata fusa da Gerhard van Wou la notte tra il 7 e l'8 luglio del 1497. Pesa 11,45 tonnellate, è alta 2,62 metri e ha un diametro di 2,56 metri. Suona nella tonalità di Mi. Queste dimensioni la rendono la più grande campana medievale oscillante al mondo. È considerata all'unanimità come una delle migliori campane dal punto di vista sonoro al mondo. È quindi talvolta chiamata la regina di tutte le campane (omnium campanarum regina).

## Storia
L'attuale "Gloriosa" è la sesta campana con questo nome. Nel corso dei secoli sono state realizzate diverse campane a seguito di danni o perché distrutte da un incendio. La prima campana fu fusa nel 1251 e venne consacrata dal vescovo di Naumburg. Nuove campane dovettero essere fuse nel 1307 e nel 1363 a causa di altri danni. Durante l'incendio della cattedrale, nel 1416, tutte le campane andarono distrutte e una quarta fu fusa nel 1423. Quando questa fu distrutta dall'incendio della città di Erfurt, nel 1472, il maestro Klaus von Mühlhausen fuse, il 7 agosto 1477, la quinta campana. Dopo soli due anni si verificò un altro grave danno e la campana dovette essere fusa per la sesta volta.
Il vescovo ausiliare Johannes Bonemilch svolse un ruolo chiave nella messa in servizio della campana e chiamò, a proprie spese, l'esperto fonditore di campane Gerhard Wou van Kampen. Questi, a mezzogiorno del 7 luglio 1497 accese la fucina per la fusione. La sera, intorno alle 22:00, il metallo per la campana era liquido e i canonici si recarono sul luogo della fusione. All'una del mattino dell'8 luglio, Wou van Kampen elimino il primo cono e poi il secondo, i due gusci dello stampo. Verso le due la fusione era stata completata e i canonici cantarono il Te Deum laudamus. Nel 1499 la Gloriosa fu inserita nella torre centrale, e dovettero essere ampliate diverse aperture per poterla far entrare. Il 19 maggio 1499 la campana suonò per la prima volta.
La Gloriosa ha funto da modello per una serie di grandi campane, come la Gloriosa di Francoforte, la grande campana a croce della Kreuzkirche di Dresda e la Petersglocke del Duomo di Colonia.
Nell'incendio della torre, del 1717, causato da un fulmine, la gloriosa fu l'unica campana della cattedrale che non fu danneggiata.

## Ornamento
L'ornamento più sorprendente sulla campana è la Madonna dell'aureola. Due immagini sono impresse in rilievo, una su ciascun fianco. Inoltre, la campana è adornata dalla testa di Gesù Cristo sui sei archi della corona, un fregio di gigli araldici sul collo della campana e l'iscrizione con la data e il nome del maestro:

## Riparazioni
Il 24 dicembre 1984 nella Gloriosa si generò una crepa che fu saldata nel 1985 quando Hans Lachenmeyer e il figlio Thomas effettuarono una saldatura all'interno della cella campanaria stessa. La lunghezza della fessura saldata era di 70  centimetri e lo spessore della parete della campana di 19.
La crepa apparentemente si era verificata perché, nel 1899, la campana fu girata di circa 90 gradi per cambiare l'allora punto di battuta; un'ulteriore aggravante pare fosse stato l'utilizzo di un battaglio di maggiori dimensioni, issato nel 1927.
Per eseguire la riparazione fu necessario rimuovere tutte le parti in legno dalla torre e installare una fornace portatile. Circa un anno dopo aver taciuto, l'8 dicembre 1985, la campana tornò a suonare.
L'esperto di campane in carica, Kurt Kramer, dopo la saldatura affermò: “La Gloriosa non solo ha riacquistato la voce che si credeva perduta, ma suona più bene di quanto chiunque viva oggi abbia mai sentito.“  Il tempo di decadimento, un parametro importante della campana, che prima durava ben tre minuti e mezzo, ora era di cinque minuti dopo la saldatura.
Tuttavia, questa riparazione non durò più a lungo del previsto e nel 2002 fu scoperta una nuova crepa di 40 centimetri sulla campana, nel corso della ristrutturazione della cattedrale. Questa volta però la saldatura fu affidata all'esperta ditta Lachenmeyer di Nördlingen e nell'ottobre 2004 fu rispedita alla cattedrale di Erfurt. L'8 dicembre del 2004, nel giorno dell'Immacolata Concezione la Maria Gloriosa fece riecchegiare la sua voce. Ora il suo tempo di recupero è di oltre sei minuti (370 secondi).
Nel marzo 2006 la Gloriosa è stata munita con un nuovo battaglio dal peso di  366 chilogrammi.

## Utilizzo
La Gloriosa viene suonata solo in occasioni speciali e nelle principali festività religiose.
| Data                          | Ora         | Occasione                         |
| ----------------------------- | ----------- | --------------------------------- |
| 1º gennaio                    | circa 10:45 | Capodanno                         |
| Martedì della Settimana santa | circa 13:00 | Consacrazione dell'olio           |
| Domenica di Pasqua            | circa 10:45 | Celebrazione della Pasqua         |
| Domenica di Pentecoste        | circa 11:15 | Celebrazione della Pentecoste     |
| 15 agosto                     | circa 17:45 | Assunzione della Vergine Maria    |
| Settembre                     | circa 9:25  | Pellegrinaggio diocesano a Erfurt |
| 10 novembre                   | circa 17:50 | Festa di San Martino              |
| 25 dicembre                   | circa 10:45 | Santo Natale                      |
La Gloriosa suonò il 3 ottobre 2010, in occasione del XX anniversario della riunificazione tedesca, e anche il 24 settembre 2011 dopo la messa solenne officiata da Papa Benedetto XVI sulla Domplatz, in occasione della sua visita in Germania. La cattedrale è cattolica nella Turingia in gran parte protestante. Il 26 aprile 2012 ha suonato per commemorare il decimo anniversario delle vittime della furia al Gutenberg-Gymnasium. Suonò anche dopo il requiem per l'ex vescovo Hans-Reinhard Koch deceduto il 25 aprile 2018.
C'è un detto a Erfurt: “Quando parla la Gloriosa, tutte le altre campane tacciono.“ Nelle occasioni in cui si suona la Gloriosa, nessun'altra campana viene suonata prima in città. La Gloriosa è sempre la prima.